# Serpentin vert
Serpentin vert est un conte publié en 1698 par Marie-Catherine d'Aulnoy dans le recueil Les Contes des fées.

## Résumé
Le conte débute lorsqu'une reine ayant accouché récemment de jumelles, organise la cérémonie des dons pour ses nouveau-nés. Toutes les fées y sont conviées - elles sont au nombre de 12 - afin de bénir les nourrissons, mais la cruelle fée Magotine n'ayant pas été invitée fait son apparition et se montre furieuse de ce manque d'attention. Elle décide donc de jeter une malédiction sur l'aînée des deux fillettes et la condamne ainsi à devenir la plus laide des personnes. 